# Манежный тупик
Манежный тупик — очень короткая, около 200 м, улица в исторической части города Владимир. Проходит, как продолжение Княгининской улицы, от улицы Гагарина через мост над Ерофеевским спуском до Комсомольской улицы, за которой продолжается улицей Володарского.

## История
Территория современной улицы относится к части древнего Владимира — «Новый город». После создания здесь оборонительного вала, территория стала застраиваться. Археологические раскопки 2021 года, проведённые экспедицией РАН, обнаружили сохранившуюся часть оборонительного вала XII—XIV веков, жилой дом, хозпостройки, хозяйственные предметы (топоры, лопаты, конская сбруя), множество костей, разбитые кувшины амфоры с греческим вином и елеем, а также татарские дирхемы и керамику XIII века, книжные застежки и стилосы.
На месте современного Манежного тупика находился двор сына великого князя Всеволода III, Константина.
В 1209 году он построил на своем дворе церковь во имя Архистратига Михаила, торжественно освятил её и устроил щедрое и радушное угощение всему народу. При церкви князем было открыто училище для детей с русскими и греческими учителями, при нём им была заведена библиотека (он и сам любил чтение), составленная из книг, частью приобретённых самим, частью полученных в дар от деятелей церкви. В 1221 году церковь Архистратига Михаила, и знаменитая библиотека Константина, и училище при ней сгорели в пожаре.
Тем не менее, за этим местом закрепилось название «княжее». В конце XIX века здесь находился колодец, называвшийся тоже княжим.
В 1778 году у склона к Ерофеевскому спуску (Проезжему оврагу) был выстроен деревянный генерал-губернаторский («Наместнический дом») дом, генерал-губернатор, граф Роман Воронцов, бывал тут лишь наездами. Рядом с генерал-губернаторским домом в то время стояли гауптвахта, питейный дом, обывательская цирюльня и частный дом Колодезникова.
В 1794 году обветшавший губернаторский дом был снесён, его место застроили казенными соляными амбарами. В 1809 году здесь было возведено двухэтажное каменное здание Большого винного магазина (малым стал имевшийся винный подвал под Рождественским монастырём). В конце 1860-х годов здание Большого винного магазина было приспособлено для Большого манежа. В 1882 году в этом здании для Великолуцкого полка была устроена Успенская церковь полковая церковь. Церковь вмещала до 500 человек. В 1892 году здесь на постоянные квартиры разместился 10-й гренадерский Малороссийский генерал-фельдмаршала графа Румянцева-Задунайского.
На прилегающей к манежу территории, по соседству с базарной площадью, была устроена конная площадь
В 1902 году с Соборной площади (здание Владимирской городской Управы) в манеж перевели гауптвахту с караулом. В 1905 году манеж был надстроен, в 1909 году под наблюдением известного городского архитектора Якова Ревякина при манеже была построена церковь. В начале ноября 1913 года в манеж переехал городской ломбард.
В советское время манежная церковь некоторое время была занята под архивохранилище; позднее в манеже долгое время работало похоронное бюро. Площадь стала Манежной. 9 августа 1927 года на площади состоялось открытие цирка.
В октябре 1936 года в Манежном тупике было построено помещение для первого «автовокзала», осуществлялось автобусное движение по линиям: Владимир — Суздаль и Владимир — Судогда, позднее — в Боголюбово
В 1961 году возведён мост, соединивший Манежный тупик с улицами Володарского и Комсомольской, при этом была снесена южная половина здания манежа, и Манежный тупик перестал быть таковым.
В 2021 году возле остатков вала XII века был запланирован элитный жилой дом с детской площадкой во дворе.

## Известные жители
д. 2а — гражданский губернатор Пётр Гаврилович Лазарев, в 1788 году родился будущий адмирал Михаил Петрович Лазарев